# 皮埃尔·贝雷戈瓦
皮埃尔·欧仁·贝雷戈瓦（法語：Pierre Eugène Bérégovoy，法語發音：[pjɛʁ øʒɛn beʁeɡɔvwa]；1925年12月23日—1993年5月1日）法国社会党政治家，拥有乌克兰血统。曾任法国总理(1992－1993)。

## 背景
贝雷戈瓦祖上是在俄罗斯内战离开俄罗斯帝国的乌克兰移民家庭（原姓Береговой)，他生于诺曼底地区的代维尔莱鲁昂。16岁开始他作为一名合格的金属工人，开始他的职业生涯。在二战期间他涉入政治后，在法国国营铁路公司从事抵抗工作活动。他是弗朗索瓦·密特朗总统的得力助手，先后担任过总统府秘书长、社会党政府的社会事务部长和主管财经的国务部长等职。1992年出任总理，1993年议会选举社会党慘敗，贝雷戈瓦辞职。
1993年5月1日贝雷戈瓦因受賄醜聞，在涅夫勒省讷韦尔饮弹自杀，在被直升飞机运往巴黎途中气绝身亡。

## 贝雷戈瓦内阁（1992.4.2 - 1993.3.29）
- 贝雷戈瓦 - 总理
- 罗朗·迪马 – 外交部长
- 皮埃尔·若克斯 – 国防部长
- 保罗·基莱斯 – 内政和公共安全部长
- 米歇尔·萨潘 – 经济，财政和私有化部长
- 米歇尔·沙拉斯 – 预算部长
- 多米尼克·斯特劳斯-卡恩 – 工业和对外商贸部长
- 马蒂娜·奥布里 – 劳工，就业和职业培训部长
- 米歇尔·沃塞尔 – 司法部长
- 雅克·朗 – 国家教育和文化部长
- 路易·梅尔马兹 – 农业和林业部长
- 塞戈莱纳·罗亚尔 – 环境部长
- 弗雷德里克·布勒丹 – 青年和体育部长
- 路易·勒庞塞克 – 海外省和海外领地部长
- 让-路易·比安科 – 交通，住房和设备部长
- 路易·梅尔马兹 – 与议会关系部长
- 贝尔纳·库什内 – 卫生和人道主义行动部长
- 埃米尔·祖卡雷利 – 邮政和电信部长
- 米歇尔·德勒巴尔 – 公务员和行政改革部长
- 贝尔纳·塔皮 – 城市部长
- 于贝尔·居里安 – 研究和空间部长
- 勒内·特拉德 – 社会事务和一体化部长

阁员变动
- 1992年5月23日 – 贝尔纳·塔皮离开内阁部门取消。
- 1992年10月2日 – 马丹·马尔维继任夏拉斯为预算部长。让-皮埃尔·苏瓦松继任梅尔马兹为农业部长兼农村发展部长。
- 1993年3月9日 – 皮埃尔·若克斯离开内阁，由贝雷戈瓦总理兼任。